# المسعودي (أسيوط)
قرية المسعودي هي إحدى القرى التابعة لمركز أبو تيج في محافظة أسيوط في جمهورية مصر العربية. حسب إحصاءات سنة 2006، بلغ إجمالي السكان في المسعودي 6194 نسمة، منهم 3370 رجل و2824 امرأة.